# B.B. Keet
Barend Bartholomeus Keet (Alice, Oost-Kaap 20 juni 1885 - Stellenbosch 21 juni 1974) was een Zuid-Afrikaans predikant en theoloog die behoorde tot de Nederduitse Gereformeerde Kerk. Hij was een van de weinige Afrikaner-theologen die scherp afzette tegen de apartheid. Hij verwierp apartheid als onmenselijk en keerde zich vooral tegen de bijbels-theologische onderbouwing van de rassenleer.

## Biografie
Domineeszoon Bennie Keet studeerde aan de Universiteit van Kaapstad (B.A. 1904; M.A. 1906) en vervolgens theologie aan de Theologische Kweekschool van Stellenbosch, waar hij in 1914 afstudeerde. Vervolgens studeerde hij een semester aan de Princeton-universiteit in de Verenigde Staten van Amerika en aansluitend aan de Vrije Universiteit van Amsterdam waar hij 24 oktober 1914 promoveerde op een proefschrift getiteld De Theologie van Ernst Troeltsch.
Na zijn terugkeer in Zuid-Afrika was hij achtereenvolgens hulppredikant in Paarl (1914-1916) en predikant te Graaff-Reinet (1916-1919). In 1919 werd Keet hoogleraar dogmatiek aan de Theologische Kweekschool van Stellenbosch. Hij bleef bijna veertig jaar dogmatiek doceren.
Keet, een belangrijk pleitbezorger van de Afrikaanse taal en lid van de Afrikaanse Taalunie, werd in 1923 lid van de vertaalcommissie die tot doel had een zo letterlijk mogelijke vertaling van de Bijbel in het Afrikaans te maken. Vanwege zijn kennis van de bijbelse talen werd hij na verloop van tijd een van de eindvertalers. Die Bybel in Afrikaans kwam in 1933 gereed. Later was hij ook betrokken bij de totstandkoming van een berijmde psalmbundel (1945).
Na de Tweede Wereldoorlog was hij een van de weinige theologen binnen de NG Kerk die apartheid als ideaal categorisch afwees. Alleen als tijdelijke maatregel kon hij apartheid billijken. Hij vond apartheid zowel in strijd met de menselijkheid als met het boodschap van de Bijbel. In 1955 verscheen van zijn hand Waarheen Suid Afrika? waarin hij met stelligheid schrijft: "Skeidslyne word stellig nie in die Skrif tussen volke getrek nie, behalwe tussen Israel en die heidene, en daardie skeidslyne het met die koms van Christus weggeval. Daarom is dit ons plig, as Christene, om die skeidslyne (nie onderskeidinge nie) uit te wis." ("Scheidslijnen tussen volkeren worden in de Schrift zeker niet getrokken, behalve tussen Israël en de heidenen, en deze scheidslijnen zijn met de komst van Christus weggevallen. Daarom is het onze plicht, als Christenen, om deze scheidslijnen (niet de verscheidenheid) uit te wissen.") De eenheid in Christus sluit verscheidenheid niet uit, maar die mag nooit als scheiding beschouwd worden en apartheid betekent scheiding. De belangrijkste taak voor de Afrikaners is het overwinnen van alle discriminatie op grond van kleur.
In zijn boekje Vertraagde aksie (1959) probeerde Keet samen met enkele andere theologen de NG Kerk te overreden om geleidelijk aan afstand te nemen van apartheid en rassendiscriminatie te verwerpen. Uiteindelijk had dit boekje geen invloed op de kerkleiding. Pas in de loop van de jaren tachtig begon de NG Kerk afstand te nemen van apartheid.
Tot aan zijn overlijden in 1974 bleef Bennie Keet een onverzoenlijk tegenstander van de apartheid.

## Werken (selectie)
- Tobie Muller: 'n inspirasie vir Jong Suid-Afrika (1925)
- Die Bybel in Afrikaans (vertaler, 1933)
- Psalm- en Gesangeboek (medewerker, 1944-1945)
- Ons Redelike Godsdiens (1945)
- Sedelike vraagstukke (1945)
- Suid-Afrika Waarheen? 'n Bydrae tot die bespreking van ons Rasseprobleem (1955), in het Engels vertaald: Whither South Africa?
- Vertraagde aksie (1959)
- Orde in die Kerk (1963)

## Privé
Bennie Keet trouwde in december 1916 met Johanna Maria van Aarde die twee jaar later overleed aan de gevolgen van de Spaanse griep. Op 6 december 1931 hertrouwde hij met Frances Jessie Reitz. De dichter A.D. Keet (1888-1972) was zijn broer. Zijn poëzie is ook in het Nederlands vertaald.